# Zouglou
Zouglou är en dans- och musikstil från Elfenbenskusten. Den uppstod i samband med studentprotesterna 1990, och förvaltar i någon mening detta engagemang. 

## Politisk bakgrund
Efter årtionden av ekonomiskt välmående drabbades Elfenbenskusten av en ekonomisk kris på 1980-talet, som ledde till en utbildningskris på 1990-talet. I februari 1990 drabbades studenterna av en rad strömavbrott mitt under tentaperioden, och det blev droppen som fick bägaren att rinna över: Studenterna strejkade i protest. Den 6 april beslöt regeringen att förklara det akademiska läsåret 1989 - 1990 för avbrutet, vilket innebar att alla landets skolor stängdes, och att hela skolåret gick förlorat. Studentprotetsterna tilltog, och regeringspartiet PDCI-RDA, som varit det enda tillåtna partiet sedan självständigheten 1960, tvingades redan 30 april förklara att partimonopolet skulle upphöra.
Zouglou fick rykte om sig att vara en dans- och musikrörelse som kunde störta diktaturer, men socialantropologen Henri-Michel Yéré beskriver den hellre som en klagosång när hoppet begravs. 
Sedan många zougloumusiker stödde president Gbagbo i den konflikt som delade landet 2002, kom zouglou att i viss mån uppfattas som partisk. Men det är alltjämt en populär musikstil i många västafrikanska länder.

## Musikalisk bakgrund och texter
Zouglou har sin musikaliska grund i de sånger som studenter sjöng när de möttes i idrottstävlingar och liknande. Musikstilen kallades ambiance facile, och spreds från studenterna till andra ungdomar, så att varje bostadsområde hade sin egen grupp, som sjöng vid idrottstävlingar, begravningar och politiska möten. 
Didier Bilé och hans grupp Les Parents spelade 1991 in sången "Gboglo Koffi" som blev något av zouglourörelsens manifest. 
Kanske var det sångernas ofta komiska inslag, snarare än dansen, som gjorde zouglou så populärt. Många sånger fungerar som snapshots av olika typer av människor: studenten, fotbollssupportern, gazeuren (lokal politisk partiledare) och den arbetslöse. En annan bidragande faktor till zouglous popularitet kan ha varit, att de flesta sånger sjöngs på nouchi, ett "konstruerat" språk bland unga, som vuxna inte förstod så väl. 